# Надзвичайні і Повноважні Посли країн Європи в Україні
Надзвичайні і Повноважні Посли країн Європи в Києві (Україна). Інформація актуальна станом серпень 2019 року.

## Австрія
1. Вальтер Ріттер Прінціг фон Гервальт (Walter Ritter von Princig von Herwalt)[1] (1917—1918) т.п.
2. Форґач Йоганн (Johann Graf Forgách von Ghymes und Gács) (1917—1918)
3. Карл Фюрстенберг (Karl Emil Egon Anton Maximilian Leo Wratislaw zu Fürstenberg) (1918) т.п.
4. Міхаель Венінгер (Michael Heinrich Weninger) (10.12.1991—24.01.1992)
5. Георг Вайс (Georg Weiss) (24.01.1992—29.04.1997)
6. Фаб'ян Клаус (Klaus Fabjan) (14.05.1997—16.11.2001)
7. Міхаель Міісс (Michael Miess) (30.11.2001—31.03.2006)
8. Маркус Вукетіч (Josef Markus Wuketich) (18.07.2006—06.08.2010)
9. Вольф Дітріх Хайм (Wolf Dietrich Heim) (23.08.2010—08.04.2014)
10. Герміне Поппеллер (Hermine Poppeller) (08.04.2014-21.08.2019)
11. Гернот Пфандлер (Gernot Pfandler) (21.08.2019-2022)
12. Арад Бенкьо (Arad Benkö) (2022-2023) т.п.
13. Арад Бенкьо (Arad Benkö) (2023-2025)
14. Роберт Мюллер (Robert Müller) (з 2025)[2]

## Азербайджан
1. Джаліл Садихов (Cəlil Sadıxov) (1918), консул[3]
2. Юсиф Везир Чеменземінлі (Yusif Vəzir Çəmənzəminli) (01.11.1918-07.1919), представник[4][5][6]
3. Абдул-Алі Таїр-огли (Əbdül-Əli Tair oğlu) (1921—1923), посол АСРР в УСРР.[7]
4. Назім Гусейн огли Ібрагімов (Nazim İbrahimov) (1997—2001), посол
5. Талят Мусеіб огли Алієв (Tələt Əliyev) (2001—2010), посол
6. Ейнула Ядулла оглу Мадатлі (Eynulla Mədətli) (2010—2015), посол
7. Назім Спартак оглу Алієв (Nazim Spartak oğlu Əliyev) (2015—2016), т.п.
8. Азер Худаяр оглу Худієв (Azər Xudiyev) (2016—2020)[8][9]
9. Ельміра Ахундова (Elmira Hüseyn qızı Axundova) (2020—2023)[10]
10. Сеймур Гурбан оглу Мардалієв (Seymur Qurban oğlu Mərdəliyev) (з 2023)[11].

## Албанія
1. Енвер Абдюль Фая (Enver Faja) (1994—1997), з резиденцією у Варшаві.
2. Осман Края (Osman Kraja) (1999—2003)[12]
3. Сокол Джйока (Sokol Gjoka) (2003—2008)
4. Флорент Челіку (Florent Cheliku) (2008—2014)[13]
5. Шпреса Курета (Shpressa Kureta) (2015—2021)
6. Фатіон Пені (2021—2022) т.п.
7. Адхурім Ресулі (2022—2024) т.п.
8. Мімоза Халімі (Mimoza Halimi) (2024—2024)
9. Ернал Філо (Ernal Filo) (з 2024), з резиденцією у Києві.

## Бельгія
1. Крістофферсен Інгеборг (1992—1995)
2. Вільфрід Нартус (1995—1998)[14],[15]
3. П'єр Жан Марі Антуан Вазен (1998—2000)
4. П'єр Клеман Дюбюіссон (2000—2003)
5. П'єр Коло (2003—2006)
6. Марк Вінк (2006—2011)
7. Яна Зікмундова (2011—2014)[16]
8. Люк Якобс (2014[17]— 2018)
9. Алекс Ленартс (2018—2022)
10. Пітер Ван Де Вельде (з 2022)

## Білорусь
1. Смолич Аркадій Антонович (біл. Смоліч Аркадзь Антонавіч) (1918)
2. Цвікевич Олександр Іванович (біл. Цвікевіч Аляксандр Іванавіч) (1919)
3. Курашик Віталій Володимирович (біл. Курашык Віталь Уладзіміравіч) (1993—2001)
4. Величко Валентин Володимирович (біл. Вялічка Валянцін Уладзіміравіч) (2001—2016)
5. Сокол Ігор Сергійович (біл. Сокал Ігар Сяргеевіч) (2016 —2022)

## Болгарія
1. Шишманов Іван Димитров (1918—1919)
2. Марков Петр Кристєв (1992—1998)
3. Димитров Александр (1998—2002)
4. Ангел Ніколаєв Ганев (2002—2007)
5. Дімітар Цвєтков Владіміров (2007—2012)
6. Красімір Неделчев Мінчев (2012—2018)[18][19]
7. Костадін Ташев Коджабашев (2019-)[20].

## Боснія та Герцеговина
1. Бранімір Мандіч (Branimir Mandic) (Бранимир Мандић) (2006—2009), з резиденцією в Будапешті[21]
2. Нікола Джукич (Nicola Ðukić) (2009—2013)[22]
3. Желько Янетович (Željko Janjetović) (2013—2016)
4. Александар Драгічевич (Aleksandar Dragičević) (2016-2021)[23]
5. Біляна Гутіч-Бєліца (Biljana Gutić-Bjelica) (2021-)[24]

## Ватикан
1. Джованні Дженоккі (1920)
2. Антоніо Франко (1992—1999)
3. Микола Етерович (1999—2004)
4. Іван Юркович (2004—2011)
5. Вечеслав Тумір (2011) т.п.
6. Томас Едвард Ґалліксон (2011—2015)
7. Клаудіо Гуджеротті (2015—2020)
8. Вісвальдас Кульбокас (2021-)

## Велика Британія
1. Баґґе Джон Піктон (1917)
2. Саймон Гіманс (1992—1995)
3. Рой Стівен Рів (1995—1999)
4. Сміт Роланд Гедлі (1999—2002)
5. Роберт Брінклі (2002—2006)
6. Тімоті Барроу (2006—2008)
7. Мартін Гарріс (03.2008-07.2008) т.п.
8. Лі Тернер (2008—2012)
9. Саймон Сміт (2012—2015)
10. Джудіт Гоф (2015—2019)[25]
11. Мелінда Сіммонс (2019—2023)
12. Мартін Гарріс (2023—)[26]

## Вірменія
1. Дзамоєв Григорій Сергійович (1918—1919)
2. Сілванян Грач Гамлікович (1993—2003)
3. Хачатрян Армен Авакович (2003—2010)
4. Манукян Андранік Єнокович (2010—2018)
5. Тигран Сейранян (2018-2021)[27]
6. Карапетян Володимир Володимирович (з 1.06.2021)[28]

## Греція
1. Васіліос Патсікакіс (1993—1998)
2. Контумас Дімітріс (1998—2002)
3. Панайотіс Гумас (2002—2006)
4. Хараламбос Дімітріу (2006—2009)
5. Георгіос Георгунтзос (2009—2013)
6. Васіліс Пападопулос (2013—2016)[29]
7. Георгіос Пукаміссас (2016—2019)[23]
8. Васіліос Борновас (2019-)

## Грузія
1. Тевзая Віктор Васильович (1918—1919)
2. Валерій Чечелашвілі (1994—1995)
3. Катамадзе Грігол (1995—1998)
4. Чачава Малхаз (1998—2000)
5. Катамадзе Грігол (2000—2007)
6. Цинцадзе Арчіл (2007)
7. Антадзе Мераб (2007—2009)
8. Катамадзе Грігол (2009—2013)
9. Міхеїл Уклеба (2013—2017)[29]
10. Гела Думбадзе (2017—2019)[30]
11. Теймураз Шарашенідзе (2019—2021)
12. Георгій Закарашвілі (2021-)[24]

## Данія
1. Крістіан Фабер-Род (1992—1997)
2. Йорн Крогберк (1997—2001)
3. Мартін Кофод (2001—2002)
4. Крістіан Фабер-Род (2002—2005)
5. Уффе Андерссьон Балслев (2005—2009)
6. Мікаель Борг-Хансен (2009—2013)
7. Мерете Юль (2013—2017)[31]
8. Рубен Мадсен (2017—2020)[32].
9. Оле Егберг Міккельсен (2020—)[33]

## Естонія
1. Едуард Рітсон (1918), консул
2. Андрій Біров (1992 — 1995), посол
3. Тійт Матсулевич (1995 — 1999)
4. Тійт Набер (1999 — 2002)
5. Пауль Леттенс (2002 — 2007)
6. Яан Хейн (2007 — 2011)
7. Лаурі Лепік (2011 — 2012)
8. Сулев Канніке (2012 —2016)
9. Герт Антсу (2016 —2019)[34]
10. Каімо Кууск (2019 —2023)[35]
11. Аннелі Кольк (2023-)

## Ірландія
1. Патрік МакКейб (Patrick McCabe) (1992—1995)[36][37]
2. Марі Крос (Marie Cross) (1995—1999), з резиденцією в Празі
3. Майкл Коллінз (Michael Collins) (1999—2001)
4. Джозеф Хейс (Joseph Hayes) (2002—2005)
5. Донал Гаміл (Donal Hamill) (2005—2008)[38]
6. Річард Райан (Richard Ryan) (2009—2011)
7. Елісон Келлі (Alison Kelly) (2012—2015)[39]
8. Чарльз Шіген (Charles Sheehan) (2015—2019)
9. Кліона Манахан (Cliona Manahan) (2019-)[40]
10. Тереса Ґілі (2021 — …), з резиденцією в Києві.

## Ісландія
1. Олафур Егілссон (Ólafur Egilsson) (1993—1994), з резиденцією у Москві[41]
2. Гуннар Гуннарссон (Gunnar Gunnarsson) (1994—1998)
3. Корнеліус Сігмундссон (Kornelius Sigmundsson) (19.10.1999-23.02.2004), з резиденцією в Гельсінкі.
4. Йон Балдвін Ганнібалссон (Jón Baldvin Hannibalsson) (23.02.2004-12.10.2006)
5. Ганнес Гейміссон (Hannes Heimisson) (12.10.2006-26.05.2010)
6. Елін Флігенрінг (Elín Flygenring) (26.05.2010-11.09.2014)
7. Крістін Аталбйорг Арнадоттір (Kristín A. Árnadóttir) (11.09.2014[17]-23.10.2018)
8. Арні Тор Сігурдссон (Árni Þór Sigurðsson) (23.10.2018 —2022)[42].
9. Ганнес Гейміссон (Hannes Heimisson) (2023-2024), з резиденцією у Варшаві.
10. Фрідрік Йонссон (Fridrik Jonsson) (з 2024)[43]

## Іспанія
1. Едуардо Хунко (1992–1997)
2. Фернандо Хосе Бельйосо Фернандес (1997–2001)
3. Луїс Гомес де Аранда і Війєн (2001–2005)
4. Луіс Хав'єр Хіль Каталіна (2005–2009)
5. Хосе Родрігез Мояно (2009-2013)
6. Херардо Анхель Бугайо Оттоне (2013-2017)[17]
7. Сільвія Йозефіна Кортес Мартін (2017-2022)[44]
8. Рікардо Лопес-Аранда Хагу (2022-)

## Італія
1. Вітторіо Клаудіо Сурдо (1992—1996)
2. Бертінетто Джан Лука (1996—2000)
3. Гетц Йоланда Брунетті (2000—2004)
4. Фабіо Фаббрі (2004—2007)
5. П'єтро Джованні Доннічі (2007—2012)
6. Фабріціо Романо (2012—2016)
7. Давіде Ла Чечіліа (2016—2021)
8. П'єр Франческо Дзадзо (2021-)

## Кіпр
1. Леонідас Маркідес (2006—2008), за сумісництвом з резиденцією в Берліні
2. Пантіас Еліадес (2008—2009)
3. Евагорас Вріонідіс (2009—2013), з резиденцією в Києві
4. Вассос Чамберлен (2013—2017)[31]
5. Луїс Телемаху (2017—2022)[45]
6. Ліна Темістоклеус (2022), Тимчасова повірена у справах
7. Міхаліс Захаріоглу (2022-2025) посол
8. Михаліс Фірілас (з 2025) посол

## Латвія
1. Петеріс Сімсонс (1994—1997)
2. Петеріс Вайварс (1997—2001)
3. Андріс Вілцанс (2001—2007)
4. Атіс Сьянітс (2007—2011)
5. Аргіта Даудзе (2011—2015)
6. Юріс Пойканс (2015[46]—2021)
7. Ілгварс Клява (2021-)

## Литва
1. Віргіліюс Коризна (Virgilijus Koryzna) (1992—1993) т.п.
2. Ромуальдас Рамошка (Romualdas Ramoška) (1993—1997)
3. Плячкайтіс Вітаутас Пятрас (Vytautas Petras Plečkaitis) (1997—2002)
4. Вікторас Баубліс (Viktoras Baublys) (2002—2005)
5. Альгірдас Кумжа (Algirdas Kumža) (2005—2009)
6. Пятрас Вайтекунас (Petras Vaitiekūnas) (2010—2014)
7. Гвідас Кєрушаускас (Gvidas Kerushauskas) (2014—2015) т.п.[47][48]
8. Марюс Януконіс (Marius Janukonis) (2015-2020)[49]
9. Вальдемарас Сарапінас (2020-)[33].

## Люксембург
1. Жан-Марі Остерт (Jean-Marie Hostert) (1992—1995), з резиденцією в Москві[50]
2. Адріен Майш (Adrien Meisch) (1995—1998)[51]
3. Марк Курт (Marc Courte) (2005—2008)[52][53], з резиденцією в Празі
4. Жан Фальц (Jean Faltz) (2008—2012)
5. Мішель Праншер-Томассіні (Michèle Pranchère-Tomassini) (2013—2018)
6. Жерар Леон П'єр Філіпс (Gérard Léon Pierre Philipps) (2018-2023)[54].
7. Рональд Дофінг (Ronald Dofing) (з 2023)[55][56]

## Північна Македонія
1. Владо Блажевскі (1997 — 2003)
2. Мартін Гулескі (2003 — 2008)
3. Ілія Ісайловскі (2008 — 2009)
4. Ацо Спасеновскі (2010 — 2014)
5. Столе Змейкоскі (2014—2019)
6. Крум Ефремов (2019-)

## Мальта
1. Моріс Джозеф Лубрано (Morris Joseph Lubrano) (1992-)[57][58]
2. Годвін Монтанаро (Godwin Montanaro) (2011-)[59]
3. Джон Дебоно (John Debono) (2015-), з резиденцією на Мальті.[60]

## Мальтійський орден
1. Пауль Фрідріх фон Фурхерр[61] (2008—2012)[62], посол за сумісництвом.
2. Пауль Фрідріх фон Фурхерр (2012—2014)
3. Антоніо Ґаззанті Пульєзе ді Котроне (2014-)[63]

## Молдова
1. Боршевич Іон Гаврил (1993—1994)
2. Руссу Іон Ніколає (1994—1998)
3. Андрієвські Олексій Олександрович (1998—2003)
4. Ніколає Черномаз (2003—2005)
5. Михаїл Лаур (2006)
6. Сержіу Статі (2006—2009)
7. Ніколає Гуменний (2009—2010)
8. Іон Стевіле (2010—2015)
9. Руслан Болбочан (2015-2021)
10. Валеріу Ківерь (2022-)

## Нідерланди
1. Роберт Серрі (1992—1996)
2. Онно Гаттінга ван 'т Сант (1997—2001)
3. Монік Франк (2001—2005)
4. Рональд Келлер (2005—2009)
5. Пітер Ян Волтерс (2009—2013)
6. Кейс Кломпенхаувер (2013—2017)
7. Едуард Хукс (2017—2019)
8. Йоганнес де Мол (2019-)

## Німеччина
1. Адальберт Магдебурзький (961)
2. Альфонс Мумм фон Шварценштейн (1917—1918)
3. Йоханнес Граф фон Берхем (1918—1919) т.п.
4. Хеннеке Граф фон Бассевітц (1992—1993)
5. Александр Арно (1993—1996)
6. Ебергард Гайкен (1996—2000)
7. Дітмар Ґерхард Штюдеман (2000—2006)
8. Рейнгард Шеферс (2006—2008)
9. Ганс-Юрген Гаймзьот (2008—2012)
10. Крістоф Вайль (2012—2016)
11. Ернст Райхель (2016—2019)
12. Анка Фельдгузен (2019—2023)
13. Мартін Єґер (2023-)

## Норвегія
1. Ойвінд Нордслеттен (1992—1997)
2. Андрес Хельсет (1997—2001)
3. Йостейн Бернхардсен (2001—2006)
4. Олав Берстад (2006—2011)
5. Йон Фредріксен (2011—2014)
6. Ойвінд Нордслеттен (2014—2016) т.п.
7. Уле Тер'є Хорпестад (2016—2020)
8. Ерік Сведал (2020—2023)
9. Хелене Санд Андресен (2023-)

## Польща
1. Якуб Смяровський (Jakub Smiarowski) (1648)
2. Адам Кисіль (Adam Kisiel) (1648—1651)
3. Станіслав Ванькович (Stanisław Wańkowicz (Senior)) (1918)
4. Богдан Кутиловський (Bogdan Kutylowski) (1919—1921)
5. Францішек Ян Пуласький (Franciszek Jan Pułaski) (1921)
6. Францішек Харват (Franciszek Charwat) (1921—1923)
7. Марцелі Шарота (Marceli Szarota) (1923—1924)
8. Єжи Козакевич (Jerzy Kozakiewicz) (1992—1997)
9. Єжи Бар (Jerzy Bahr) (1997—2001)
10. Марек Зюлковський (Marek Ziółkowski) (2001—2005)
11. Яцек Ключковський (Jacek Kluczkowski) (2005—2010)
12. Даріуш Гурчинський (Dariusz Górczyński) (2010—2011)
13. Генрик Літвін (Henryk Litwin) (2011—2016)
14. Ян Пєкло (Jan Piekło) (2016—2019)[64]
15. Бартош Ціхоцький (Bartosz Cichocki) (2019-)

## Португалія
1. Мануель Корте-Реал (Manuel Henrique de Mello e Castro de Mendonça Côrte-Real) (02.12.1993—16.11.1998)
2. Антоніу Фелікс Мамаду де Фарія і Майа (António Félix Machado de Faria e Maya) (24.02.1999—01.03.2001)
3. Педру Мануел Сарменту де Вашконселуш і Каштру (Pedro Manuel Sarmento e Vasconcelos e Castro) (02.02.2001—02.03.2004)
4. Жозе Мануел Пессанья Вієгаш (José Manuel da Encarnação Pessanha Viegas) (04.03.2004—16.11.2008)
5. Маріо Жезуш Душ Сантуш (Mário Jesus dos  Santos) (25.11.2008—03.09.2014)
6. Марія Кріштіна Серпа ди Алмейда  (Maria Cristina Serpa de Almeida) (03.09.2014[65]-2020)
7. Антоніу Вашку Алвеш Машаду (António Vasco Alves Machado) (з 29.05.2020)[66]

## Росія
1. Унковський Григорій (1649)
2. Бутурлін Василь Васильович (1653—1655)
3. Хитрово Богдан Матвійович (1657—1658)
4. Тяпкін Василь Михайлович (1677—1680)
5. Некрасов Микола Віссаріонович (1917)
6. Смоляков Леонід Якович (1991—1996), посол
7. Дубінін Юрій Володимирович (1996—1999), посол
8. Абоїмов Іван Павлович (1999—2001), посол
9. Черномирдін Віктор Степанович (2001—2009), посол
10. Лоскутов Всеволод Володимирович (2009), радник, т.п.
11. Зурабов Михайло Юрійович (2009–02.2014), посол
12. Воробйов Андрій Володимирович (02.2014-06.2014), радник, т.п.
13. Зурабов Михайло Юрійович (06.2014-07.2016), посол
14. Торопов Сергій Львович (2016), т.п.
15. Лукашик Олександр Петрович (2016–2022), т.п.
16. Жеглов Володимир Юрійович (2022), т.п.

## Румунія
1. Георгій Касторіотис (Gheorghe Castriotul) (1697—1703)
2. Константін Коанде (Constantin Coandă) (1917)
3. Константін Концеску (1917—1918)
4. Бістреану Іон (1993—1998)
5. Дінуку Міхай (Mihai Dinucu) (1998—1999)
6. Корнел Іонеску (1999—2000) т.п.
7. Александру Корня (2000—2005)
8. Траян Лауренціу-Христя (Traian Laurentiu Hristea) (2005—2010)
9. Корнел Іонеску (2010—2016)
10. Крістіан-Леон Цуркану (Cristian-Leon Țurcanu) (2016—2022)[67]
11. Александру Віктор Мікула (2022-)

## Сан-Марино
1. Паоло Еспозіто (Paolo Esposito) (24.03.2006[68][69]—)

## Сербія
1. Гойко Дапчевич (19??-2000)
2. Філіпович Раде (2000—2004)
3. Горан Алексич (2004—2009)
4. Душан Лазич (2009—2013)
5. Раде Булатович (2013—2019)
6. Аца Йованович (2020—)

## Словаччина
1. Роберт Гаренчар (Robert Harenčár) (1993 — 1995)
2. Йозеф Мігаш (Jozef Migaš) (1995 — 1996)
3. Ольга Мігалікова (Ol'ga Mihaliková) (1996 — 1999) т.п.
4. Васіл Грівна (Vasiľ Grivna) (1999 — 2005)
5. Урбан Руснак (Urban Rusnák) (2005 — 2009)
6. Павол Гамжік (Pavol Hamžík) (2009 — 2013)
7. Юрай Сівачек (Juraj Siváček) (2013 — 2018)[17]
8. Марек Шафін (Marek Šafin) (2018-)[70]

## Словенія
1. Ференц Хайош (Hajós Ferenc) (1992—1998), посол з резиденцією в Будапешті
2. Іда Мочівнік (Ida Močivnik) (1998—2002), посол
3. Андрей Геренчер (Andrej Gerenčer) (2002—2006), посол
4. Прімож Шеліго (Primož Šeligo) (2006 — 2010) — посол з резиденцією в Києві
5. Наташа Прах (Nataša Prah) (2010 — 2014) — тимчасовий повірений
6. Наташа Прах (Nataša Prah) (2014—2018) — посол[71]
7. Матея Крачун (Mateja Kračun) (2018—2019) — тимчасовий повірений
8. Томаж Менцін (Tomaž Mencin) (2019—2023)[72].
9. Матея Превольшек (Mateja Prevolšek) (з 2023)

## Угорщина
1. Форґач Йоганн (1917—1918)
2. Андраш Палді (1992)
3. Іштван Варґа (1992—1995)
4. Лоранд Тот (1995—1997)[73][74]
5. Янош Кішфалві (1997—2001)
6. Ференц Контра (2001—2003)
7. Янош Тот (2003—2008)
8. Андраш Баршонь (2008—2010)
9. Міхаль Баєр (2010—2014)
10. Ерно Кешкень (2014[65]—2018)
11. Іштван Ійдярто (2018—2023)
12. Онтал Гейзер (з 2023)[75]

## Фінляндія
1. Герман Гуммерус (1918)
2. Ерік Ульфстедт (1993—1996)
3. Мартті Ісоаро (1996—2000)
4. Тімо Юхані Репо (2000—2003)
5. Лаура Рейніля (2003—2007)
6. Крістер Міккелссон (2007—2011)
7. Ар'я Макконен (2011—2015)
8. Юга Віртанен (2015—2019)
9. Пяйві Маріт Лаіне (2019-2022)
10. Яакко Лехтовірта (2022-)

## Франція
1. Табуї Жорж (1917—1918)
2. Юг Перне (1991—1993)
3. Мішель Песік (1993—1995)
4. Домінік Шасар (1995—1997)
5. Паскаль Фіескі (1997—2001)
6. Філіп де Сюремен (2002—2005)
7. Везіан Жан-Поль Клод (2005—2008)
8. Жак Фор (2008—2011)
9. Ален Ремі (2011—2015)
10. Ізабель Дюмон (2015—2019)
11. Етьєн де Понсен (2019-2023)
12. Гаель Вейсьєр (2023-)

## Хорватія
1. Онесін Цвітан (1992—1995)
2. Джуро Відмарович (1995—1999)
3. Мар'ян Комбол (1999—2002)
4. Маріо Миколич (2002—2006)
5. Желько Кірінчич (2006—2012)
6. Томіслав Відошевич (2012-2019)
7. Аніца Джамич (2019- )

## Чорногорія
1. Властімір Джуричанін (2006-2008) т.п.
2. Желько Радулович (Željko Radulović) (2008-2013)[76] з резиденцією в Подгориці
3. Любомир Мішуровіч (Ljubomir Mišurović) (2013-2015)[77] з резиденцією в Подгориці
4. Любомир Мішуровіч (Ljubomir Mišurović) (2015-2020), з резиденцією в Києві[78]
5. Драгіца Понорац (Dragica Ponorac) (2020-)[33].

## Чехія
1. Роберт Гаренчар (1992—1993) т.п.
2. Павел Маша (1993—1997)
3. Йозеф Врабець (1997—2002)
4. Карел Штіндл (2002—2007)
5. Ярослав Башта (2007—2010)
6. Вітезслав Півонька (2010—2011) т.п.
7. Іван Почух (2011—2016)
8. Радек Матула (2017-2023)
9. Радек Пех (2023-)

## Швейцарія
1. Анна Барбара Бауті (Anne Barbara Bauty) (13.7.1992 — 5.2.1993) т.п.[79]
2. Армен Каммер (Armin Kammer) (5.2.1993 — 31.7.1996), посол
3. Сільвія Паулі (Sylvia Pauli) (05.08.1996 — 29.02.2000)
4. Жан-Франсуа Каммер (Jean-François Kammer) (2000—2007)
5. Георг Цюблер (George Zubler) (2007—2011)
6. Крістіан Шьоненбергер (Christian Schoenenberger) (2011—2015)
7. Гійом Шойрер (Guillaume Scheurer) (2015[46]- 2019)
8. Клод Вільд (Claude Wild) (2019-)

## Швеція
1. Мартін Ларс Вільгельм Алексіс Халлквіст (1992—1996)
2. Йоран Сігурд Якобсон (1996—2000)
3. Свен Улоф Оке Петерсон (2000—2004)
4. Йон-Крістер Оландер (2004—2008)
5. Стефан Гуллгрен (2009—2013)
6. Андреас фон Бекерат (2013—2016)
7. Мартін Хагстрьом (2016-2019)
8. Тобіас Тиберг (2019-2023)
9. Мартін Оберг (2023-)

## ЄС
1. Ієн Тіндалл Боуг (2004—2008)
2. Жозе Мануел Пінту Тейшейра (2008—2012)
3. Ян Томбінський (2012—2016)
4. Хюг Мінгареллі (2016—2019)
5. Матті Маасікас (2019—2023)
6. Катаріна Матернова (2023—)